# Josh Hennessy
Josh Hennessy (Brockton, 7 febbraio 1985) è un ex hockeista su ghiaccio statunitense professionista che può giocare sia nel ruolo di centro o di ala sinistra.

## Caratteristiche tecniche
Hennessy è un centro dotato di eccellente pattinaggio, accelerazione e velocità; viene considerato un buon playmaker con una buona visione di gioco, con delle buone doti difensive anche se non è molto grande e fisico.

## Carriera

### Junior
Hennessy è stato scelto come 17ª scelta dai Quebec Remparts durante il QMJHL Draft del 2001. Ha finito la stagione 2001-02 mettendo assegno 40 punti, risultando il 6° marcatore della sua squadra.
Proveniente dal New England, Hennessy non parlava il francese quando è arrivato a Québec. Tuttavia, durante il suo primo anno si impegnò per apprendere la lingua e fu premiato per i suoi sforzi con la nomina a capitano alternativo. La squadra si qualificano per la Memorial Cup 2003  ma Quebec venne eliminato allo stadio del round-robin, dopo tre sconfitte.
Durante il suo terzo anno Hennessy venne nominato capitano dei Remparts. Quell'anno Hennessy ha ottenuto buoni risultati mettendo assegno un buon numero di punti. Tuttavia, un infortunio gli ha fatto concludere la sua stagione in anticipo e facendogli mancare i playoff. Quell'anno è stato scelto per la NHL dai San Jose Sharks come 43ª scelta assoluta nell'Entry Draft del 2003.

### Club
Hennessy ha iniziato la sua carriera da professionista nella stagione 2005-06 con i Cleveland Barons farm team dei San Jose Sharks. Risultando il migliori marcatori dei Barrons con 24 goal e 39 assist per 63 punti in 80 partite. Il 9 luglio 2006 Hennessy è stato scambiato insieme a Tom Preissing, in uno scambio a tre tra gli Sharks, gli Ottawa Senators e Chicago Blackhawks. Ottawa scambia Bryan Smolinski e Martin Havlát con Chicago, che ha cambiato Mark Bell a San Jose, mentre Ottawa riceve anche Michal Barinka e la 2ª scelta nell'Entry Draft 2008.
Hennessy poi trascorso la maggior parte del tempo con la squadra affiliata della AHL dei Senators, i Senators Binghamton. Hennessy ha segnato il suo primo goal in NHL 7 gennaio 2007 contro i Philadelphia Flyers.
Il 6 maggio 2010, Hennessy lasciato l'organizzazione Senators dopo quattro anni e firma un contratto di un anno con la squadra svizzera del HC Lugano che milita nella NLA. Il 6 luglio 2011, Hennessy lasciato l'HC Lugano dopo una sola stagione e firma un contratto di un anno con la franchigia dei Boston Bruins.
Il 23 settembre 2011 lo staff tecnico dei Boston decide di dirottare Hennessy nei Providence Bruins in AHL. Nell'estate del 2012 si trasferì in Russia nella Kontinental Hockey League con la squadra del Vitjaz' Čechov.

## Palmarès

### Club
- Campionato svedese: 1

Växjö Lakers: 2014-2015

### Individuale
- QMJHL Humanitarian of the Year Plaque Karcher: 1

2003-2004
- AHL All-Star Classic: 1

2007